# Wiktor Uzbek
Wiktor Serhijowycz Uzbek, ukr. Віктор Сергійович Узбек (ur. 22 lutego 1990) – ukraiński piłkarz, grający na pozycji obrońcy.

## Kariera piłkarska

### Kariera klubowa
Wychowanek SDJuSzOR-5 Sewastopol, barwy którego bronił w juniorskich mistrzostwach Ukrainy (DJuFL). 23 czerwca 2007 rozpoczął karierę piłkarską w składzie PFK Sewastopol. Podczas przerwy zimowej sezonu 2010/11 wyjechał do Mołdawii, gdzie został piłkarzem pierwszoligowego zespołu Iscra-Stali Rybnica. Po roku gry opuścił rybnicki zespół.

## Sukcesy

### Sukcesy klubowe
- zdobywca Pucharu Mołdawii: 2011
- finalista Superpucharu Mołdawii: 2011